# Magdalena Karčiauskienė
Magdalena Karčiauskienė, auch Magdalena Martinaitytė (* 12. Oktober 1919 in Sena Rūda, Wolost Gudeliai, jetzt Gemeinde Kazlų Rūda; † 2011 in Vilnius) war eine litauische Pädagogin und Professorin.

## Leben
1940 absolvierte Magdalena Martinaitytė das Lehrerseminar Marijampolė in Marijampolė. Von 1946 bis 1950 und von 1971 bis 1981 studierte sie und absolvierte ein Diplomstudium am Pädagogischen Institut Vilnius in der litauischen Hauptstadt Vilnius. 1986 promovierte sie in Pädagogik.
Von 1940 bis 1941 arbeitete sie als Lehrerin in Jankai bei  Kazlų Rūda, 1941–1946 in Amalviškiai im Bezirk Marijampolė. 1948–1963 lehrte sie am Pädagogischen Institut Vilnius, 1964–1993 an der Universität Vilnius. 1988 wurde sie Professorin.

## Quelle
- Magdalena Karčiauskienė. Visuotinė lietuvių enciklopedija, T. IX (Juocevičius-Khiva). – Vilnius: Mokslo ir enciklopedijų leidybos institutas, 2006. 412 psl.

| Personendaten    | Personendaten                                         |
| ---------------- | ----------------------------------------------------- |
| NAME             | Karčiauskienė, Magdalena                              |
| ALTERNATIVNAMEN  | Martinaitytė, Magdalena                               |
| KURZBESCHREIBUNG | litauische Pädagogin und Professorin                  |
| GEBURTSDATUM     | 12. Oktober 1919                                      |
| GEBURTSORT       | Sena Rūda, Wolost Gudeliai, jetzt Gemeinde Kazlų Rūda |
| STERBEDATUM      | 2011                                                  |
| STERBEORT        | Vilnius                                               |